# محاکمه بدون هیئت منصفه
محاکمهٔ بدون هیئت منصفه (Bench trial) محاکمه‌ای است که توسط قاضی و نه هیئت منصفه برگزار می‌شود. این اصطلاح بیشتر در مورد رسیدگی‌های اداری مربوط به جرایم سبک به کار می‌رود تا نوع محاکمه را مشخص کند. بسیاری از نظام‌های حقوقی (مانند حقوق رومی، اسلامی) در بیشتر یا تمامی پرونده‌ها یا برای انواع خاصی از پرونده‌ها از محاکمهٔ بدون هیئت منصفه استفاده می‌کنند.
همان‌طور که هیئت منصفه در یک محاکمه حکم صادر می‌کند، در محاکمهٔ بدون هیئت منصفه، قاضی نیز همین کار را با صدور یک رأی انجام می‌دهد.

## بریتانیا

### انگلستان و ولز
بیشتر محاکمه‌های مدنی بدون حضور هیئت منصفه برگزار می‌شوند و تنها توسط یک قاضی رسیدگی می‌گردند.
محاکمه‌های کیفری به‌صورت خلاصه ممکن است توسط یک قاضی ناحیه‌ای (دادگاه بدوی) رسیدگی شوند، یا توسط هیئتی متشکل از دست‌کم دو، اما معمولاً سه قاضی صلح برگزار گردند.
بخش ۴۷ قانون عدالت کیفری مصوب ۲۰۰۳ اجازه می‌دهد که محاکمهٔ بدون هیئت منصفه برای جرایم قابل کیفر (indictable offences) برگزار شود، اما این بند به‌ندرت مورد استفاده قرار گرفته و از زمان تصویب آن تاکنون تنها دو بار اجرا شده است.

### اسکاتلند
بیشتر محاکمه‌های مدنی در اسکاتلنددر دادگاه کلانتری (Sheriff Court) و توسط یک کلانتر که به‌تنهایی نشسته است، برگزار می‌شوند. در دادگاه عمومی (Court of Session)، قاضی معمولاً در هر یک از شعب بیرونی یا درونی به‌تنهایی رسیدگی می‌کند؛ اما در برخی از محاکمه‌ها، مانند دعاوی مربوط به صدمات شخصی، ممکن است با حضور هیئت منصفه نیز برگزار شود.
محاکمه‌های کیفری خلاصه در اسکاتلند توسط یک کلانتر در دادگاه کلانتری یا توسط یک قاضی صلح در دادگاه صلح و به‌صورت انفرادی برگزار می‌شوند، و این روند طبق قانون آیین دادرسی کیفری (اسکاتلند) مصوب ۱۹۹۵ تنظیم شده است. محاکمه‌هایی که نیاز به هیئت منصفه دارند، به «روند رسمی» (solemn procedure) معروف‌اند و آن‌ها نیز تحت مقررات همین قانون برگزار می‌شوند.

## جزایر تورکس و کایکوس
یکی از توصیه‌های کمیسیون تحقیق در سال‌های ۲۰۰۸–۲۰۰۹ در جزایر تورکس و کایکوس این بود که ترتیباتی برای برگزاری محاکمه‌های کیفری بدون حضور هیئت منصفه فراهم شود، با الگو گرفتن از رویه‌ای که در انگلستان و ولز وجود دارد. نمونه‌های دیگری که به آن‌ها اشاره شد شامل ایالات متحده، کشورهای مشترک‌المنافع شامل هند و کانادا، سرزمین‌های فرادریایی بریتانیا مانند جزایر فالکلند و سنت هلن و هلند بودند.

## ایالات متحده
در قانون ایالات متحده، برای بیشتر پرونده‌های کیفری که به مرحله محاکمه می‌رسند، محاکمه با حضور هیئت منصفه معمولاً یک امر عادی است زیرا این حق در متمم ششم قانون اساسی تضمین شده و بدون رعایت شرایط خاص نمی‌توان از آن صرف‌نظر کرد. در سیستم دادگاه‌های فدرال، طبق قانون شماره ۲۳ اآیین دادرسی کیفری فدرال، اگر متهم حق محاکمه با هیئت منصفه داشته باشد، محاکمه باید با حضور هیئت منصفه انجام شود مگر اینکه متهم به صورت کتبی از این حق چشم‌پوشی کند. در سیستم‌های مختلف دادگاه‌های ایالتی، شرایط صرف‌نظر کردن از محاکمه با هیئت منصفه بسته به حوزه قضایی متفاوت است. در ایالت میزوری، طبق قانون شماره ۲۷٫۰۱(b) دیوان عالی میزوری، «متهم می‌تواند با موافقت دادگاه، از محاکمه با هیئت منصفه چشم‌پوشی کرده و محاکمه هر پرونده کیفری را به دادگاه بسپارد…»؛ که در این صورت نیازی به رضایت دادستان نیست.
در محاکمه‌های بدون هیئت منصفه، قاضی علاوه بر تصمیم‌گیری‌های حقوقی، نقش هیئت منصفه را نیز به‌عنوان کاشف حقیقت ایفا می‌کند. در برخی از این محاکمه‌ها، هر دو طرف قبلاً بر تمام حقایق پرونده توافق کرده‌اند (مانند پرونده‌های نافرمانی مدنی که به منظور آزمون قانونی بودن یک قانون طراحی شده‌اند). به دلیل نیاز کمتر به تشریفات رسمی، این نوع پرونده‌ها معمولاً سریع‌تر از محاکمه‌های با هیئت منصفه انجام می‌شوند. برای مثال، در این محاکمه‌ها مرحله انتخاب هیئت منصفه وجود ندارد و نیازی به جداسازی یا دادن دستورالعمل‌های خاص به هیئت منصفه نیز نیست.
محاکمه بدون هیئت منصفه (چه کیفری و چه مدنی) که توسط یک قاضی ریاست می‌شود، ویژگی‌های خاصی دارد، اما شباهت‌هایی نیز با محاکمه با هیئت منصفه دارد. برای مثال، قواعد مربوط به ادله اثبات دعوی و روش‌های اعتراض در محاکمه بدون هیئت منصفه همانند محاکمه با هیئت منصفه است. با این حال، محاکمه‌های بدون هیئت منصفه اغلب رسمیت کمتری نسبت به محاکمه‌های با هیئت منصفه دارند. معمولاً ضرورت کمتری برای حفظ سوابق از طریق اعتراضات وجود دارد و گاهی اوقات ادله به صورت موقت یا مشروط (de bene) پذیرفته می‌شوند، مشروط بر این که ممکن است در آینده رد شوند.

## اسرائیل
در اسرائیل، تمامی پرونده‌ها توسط یک قاضی یا هیئتی از قضات رسیدگی می‌شوند.

## هند
تمامی محاکمه‌ها در هند از سال ۱۹۷۳ به بعد توسط یک قاضی یا هیئت قضات (division bench) برگزار می‌شوند. دلیل اصلی لغو محاکمه با هیئت منصفه در هند، پرونده معروف «ک.م. ناناتی علیه ایالت مهاراشترا» بود که در آن هیئت منصفه با وجود وجود تمام مدارک علیه متهم، حکم بی‌گناهی صادر کرد که منجر به لغو رأی هیئت منصفه شد.

## قانون مدنی
در بیشتر کشورهایی که نظام حقوقی آنها مبتنی بر «حقوق رومی» یا حقوق مدنی است، «هیئت منصفه» به معنای رایج در انگلستان وجود ندارد و محاکمه‌ها به‌طور ضروری به صورت محاکمه بدون هیئت منصفه (bench trial) برگزار می‌شوند. با این حال، در پرونده‌های پیچیده‌تر ممکن است قضات غیرحرفه‌ای (lay judges) دعوت شوند. این افراد به صورت تصادفی انتخاب نمی‌شوند، همانند هیئت منصفه، بلکه حرفه‌ای هستند، هرچند آموزش حقوقی رسمی مانند قضات ندارند و به عنوان قاضی رأی می‌دهند. یک استثنای قابل توجه در قانون فرانسه، دادگاه کور دَسِز (cour d'assises) است که در آن هیئت منصفه به صورت مشخص تعیین شده و همراه با قضات حرفه‌ای رأی می‌دهند.